# Флоренская, Ольга Андреевна
Ольга Андреевна Флоренская (1960, Ленинград) — художница-живописец, поэтесса, режиссёр.

## Биография
Ольга Флоренская родилась в Ленинграде в 1960 году. В 1982 году окончила Ленинградское Высшее художественно-промышленное училище имени Мухиной. Занималась керамикой. Стала известной благодаря своим панно из тканей на морские и библейские темы. Поэтесса, автор-исполнительница «Прощальной песни», вошедшей в альбом «Митьковская тишина». Член-организатор группы художников «Митьки» (1985). В 1990 году вместе с мужем Александром Флоренским проходила стажировку в Institut des hautes études en art plastiques (директор — Понтюс Хюльтен).
Режиссёр и художница мультфильма по собственной сказке «Чудо из чудес». Соавтор полнометражного анимационного фильма «Митькимайер» (1992). Принимала участие во многих международных кинофестивалях (1993—1999).
Автор постоянно расширяющегося проекта «Психология Бытового Шрифта». Организатор книжного издательства «Митькилибрис» (1994). С 1995 года работает над крупномасштабными проектами совместно с Александром Флоренским («Движение в сторону йые», «Русский патент», «Передвижной бестиарий»).
В 2007 году участвовала в выставке «Сделано в СССР — после СССР» (Санкт-Петербург, Галерея «Белка и Стрелка»).
Живёт и работает в Санкт-Петербурге.
Входит в Общество любителей живописи и рисования.

## Документальное кино
- «Мир анимации или анимации мира» (2001)[4].
- «Бесшабашные таланты» Натальи Лукиных: «О & А Флоренские — семейная фабрика искусств»[5]

## Работы в музейных собраниях
- Государственный Русский музей (Санкт-Петербург);
- Государственная Третьяковская галерея (Москва);
- Государственный музей изобразительных искусств имени А. С. Пушкина (Москва);
- Государственный Центр современного искусства, Москва
- Киасма;
- Сити Арт Музеум (Хельсинки);
- Частные коллекции